# El Peñón de la Reina (Alboloduy)
La zona arqueológica de El Peñón de la Reina comprende un yacimiento que se sitúa en el término municipal de Alboloduy, España, sobre un espolón que domina una vía de comunicación natural, el valle del Nacimiento-Andarax. Las investigaciones arqueológicas realizadas en él arrojan una secuencia cultural que va desde el Neolítico Final de facies almeriense hasta el Bronce Final.
Su estado actual permite constatar la existencia de zonas arqueológicamente fértiles con potencialidad inestimable en investigación, conservación y puesta en valor, por lo que se considera imprescindible proceder definitivamente a su declaración como Bien de Interés Cultural, con la categoría de Zona Arqueológica, con la delimitación que se detalla, no precisándose la fijación de un entorno.

## Ficha
- Denominación:
  - Principal: Zona arqueológica de "El Peñón de la Reina".
  - Accesoria: Peñón de la Reina.
- Localización
  - Municipio: Alboloduy
  - Provincia: Almería

## Descripción
La Zona Arqueológica de El Peñón de la Reina se encuentra en el norte del término municipal de Alboloduy.
Se localiza en la zona más elevada de un cerro de gran pendiente, delimitado al Oeste y al Sur por el río Nacimiento y al Este por el Barranco del Caracol lo que define un marco geográfico estratégico por constituir una encrucijada de caminos y por el particular relieve que facilita su defensa.
El acceso al yacimiento se realiza remontando el Barranco del Caracol hasta alcanzar algunas de las antiguas veredas. Una de ellas lleva a la cara Norte del yacimiento, la más accesible y donde se situaba la puerta de acceso. Tras las últimas investigaciones arqueológicas realizadas en este yacimiento durante los años 1976, 1977 y 1978, se comprobó la existencia en él de distintos complejos culturales, con la siguiente secuencia crono-estructural: 
Horizonte I: Neolítico Final de facies almeriense;
Horizonte II: Bronce Antiguo, en torno al 1600 a. C.
Horizonte III: Bronce Final, desde la Segunda mitad del siglo VIII a. C. a un momento avanzado del siglo VII a. C.
En cuanto a los elementos más significativos del yacimiento, cabe señalar la estructura defensiva perteneciente al Bronce Antiguo, documentada en las laderas más vulnerables y de más fácil acceso del cerro, lado este, noroeste y tramo central de la ladera norte. Su forma no obedece a ningún sistema preconcebido, adaptándose a la morfología y accidentes del terreno. Relacionada con esta estructura hay constancia de una puerta de entrada al poblado situado en la ladera norte que está formada por un pasillo natural, en ángulo, de paredes verticales creada por la misma roca. En el interior del recinto amurallado, en la zona más deprimida del poblado, se ha documentado una estructura fechada en el Bronce Antiguo, que es interpretada como cisterna o depósito de agua.
El hábitat que arranca en el Neolítico Final, se concentra fundamentalmente en la zona más elevada e inaccesible del cerro que está protegida, desde el Bronce Antiguo, por la muralla descrita. Se trata de construcciones de planta ovalada distribuidas de manera irregular por el área del poblado, sin una trama urbana predeterminada. La fase Horizonte I o Neolítico Final se localiza en áreas muy reducidas del asentamiento. La ocupación durante el Bronce Antiguo, fechada por Carbono 14 en torno al 1600 a. C., afecta a un área mayor como lo indican los materiales y las construcciones asociadas a este periodo. La etapa del Bronce Final corresponde al momento de máxima ocupación, es la fase mejor documentada y se desarrolla desde la segunda mitad del siglo VIII a. C. hasta el siglo VII a. C.
A esta época pertenecen los restos relacionados con las cuatro cabañas excavadas entre 1976 y 1978 así como otras veintitrés localizadas a nivel superficial.

## Fuente
DECRETO 313/2002, de 23 de diciembre, por el que se declara bien de interés cultural, con la categoría de zona arqueológica, el yacimiento de "El Peñón de La Reina", sito en el término municipal de Alboloduy, provincia de Almería.
- Este artículo incluye contenido derivado de una disposición relativa al proceso de protección, incoación o declaración de un bien cultural o natural publicada en el BOE n.º 44 el 20 de febrero de 2003 (texto), el cual está libre de restricciones conocidas en virtud del derecho de autor de conformidad con lo dispuesto en el artículo 13 de la Ley de Propiedad Intelectual española.

- Datos: Q5822823